# Peter Dane (Schauspieler)
Peter Dane, eigentlich Edward Voigt (* 2. Juni 1918 in Fresno County, Kalifornien; † 15. Juli 1985 in Los Angeles) war ein US-amerikanischer Schauspieler.
Dane spielte ab 1954 einige wenige Rollen in Filmen und vor allem Fernsehserien, bis er wie etliche seiner Kollegen 1960 nach Italien ging und dort als Charakterdarsteller ein Jahrzehnt lang beschäftigt wurde. Oft sah man ihn dabei als deutschen Offizier. Er kehrte in seine Heimat Kalifornien zurück und spielte noch regelmäßig bis zum Ende des Jahrzehntes in amerikanischen Filmen mit kleinem Budget.

## Filmografie (Auswahl)
- 1944: Youth Runs Wild
- 1954: Ihre zwölf Männer (Her Twelve Men)
- 1955: Die Texas Rangers (Tales of the Texas Rangers, Fernsehserie, Folge 1x01)
- 1957: Duell im Atlantik (The Enemy Below)
- 1958: Alfred Hitchcock präsentiert (Alfred Hitchcock Presents, Fernsehserie, Folge 4x04)
- 1959: Al Capone
- 1961: Agent 0-1-7 auf heisser Spur (Caccia all’uomo)
- 1967: Die Cobra (Il cobra)
- 1968: Außergewöhnliche Geschichten (Histoires extraordinaires)
- 1968: Ein feines Pärchen (Ruba al prossimo tuo...)
- 1968: Candy
- 1969: Il Nero – Haß war sein Gebet (L’odio è il mio Dio)
- 1969: Die Verdammten (The Damned)
- 1969: Fahr zur Hölle, Gringo (Land Raiders)
- 1970: Brutale Stadt (Città violenta)
- 1973: Ausgeliefert (Cycle Psycho)
- 1974: Der Mitternachtsmann (The Midnight Man)
- 1975: At Long Last Love
- 1976: Black Samurai
- 1976–1977: Quincy (Quincy, M.E., Fernsehserie, 3 Folgen)
- 1977: Der Legendäre Howard Hughes (The Amazing Howard Hughes, Fernsehfilm)
- 1977: Wie Engel in der Hölle (Hughes and Harlow: Angels in Hell)
- 1982: Coltfighter (One Down, Two To Go)